# Long Hiệp, Bến Lức
Long Hiệp là một xã thuộc huyện Bến Lức, tỉnh Long An, Việt Nam.

## Địa lý
Xã Long Hiệp nằm ở phía đông nam huyện Bến Lức, có vị trí địa lý:
- Phía đông giáp huyện Cần Giuộc
- Phía tây giáp thị trấn Bến Lức
- Phía nam giáp huyện Cần Đước
- Phía bắc giáp xã Thanh Phú
- Phía đông bắc giáp xã Mỹ Yên.

Xã có diện tích 12,26 km², dân số năm 1999 là 11.658 người, mật độ dân số đạt 951 người/km².

## Hành chính
Xã được chia thành 6 ấp: Chánh, Phước Toàn, Phước Tỉnh, Lò Gạch, Voi Lá, Long Bình.